# Цодер, Раймунд
Раймунд Цодер (нем. Raimund Zoder; 20 августа 1882, Вена — 26 марта 1963, Вена) — австрийский фольклорист.

## Биография
С 19 лет начал заниматься изучением народной инструментальной музыки. Педагог, с 1931 года также директор народной школы в Вене (с 1934 профессор). В 1937—38 и 1945—53 преподавал народную музыку в венской Академии музыки. В 1945—59 руководил подготовительным комитетом по исследованию народной музыки Нижней Австрии. В 1946 организовал и до 1959 года возглавлял Архив народной песни Вены и Нижней Австрии. Несколько лет был редактором журнала «Das deutsche Volkslied». Исследования Цодера в области австрийских народных песен и танцев получили международное признание, его сборник «Крестьянская музыка» считается наиболее фундаментальной работой в австрийской фольклористике.
Похоронен на Дёблингском кладбище (Döblinger Friedhof) Вены.